# Ogin-dong
Ogin-dong (옥인동) là một dong (phường) của Jongno-gu ở Seoul, Hàn Quốc. Đó là một dong pháp lý (법정동 法定洞) được quản lý bởi dong hành chính của nó (행정동 行政洞) là Hyoja-dong, trong đó nó bao gồm từ các phần phía tây đến tường thành pháo đài của Inwangsan.
Ogin-dong thuộc về Seochon, "ngôi làng phương Tây" của Seoul.